# Eypak
Eypak (persiska: ايپک, Īpak) är en ort i Iran.   Den ligger i provinsen Alborz, i den nordvästra delen av landet, 100 km väster om huvudstaden Teheran. Eypak ligger 1 633 meter över havet och antalet invånare är 652.
Terrängen runt Eypak är kuperad åt nordväst, men åt sydost är den platt.Runt Eypak är det ganska glesbefolkat, med 27 invånare per kvadratkilometer. Närmaste större samhälle är Eshtehārd, 12,4 km norr om Eypak. Trakten runt Eypak består i huvudsak av gräsmarker.